# Кати (округ)
Кати (суахили Wilaya ya Kati) — один из двух административных округов региона Центрально-Южный Занзибар в Танзании. Район занимает площадь 505,8 км². По размеру район сопоставим с площадью Гуама. Район имеет водную границу с востока и запада по Индийскому океану. Район граничит на севере с округом Касказини региона Унгуджа Северный. На юге округ Кати граничит с округом Кусини. Административный центр округа — город Тунгуу. Район является местом рождения Би Кидуде, самого известного занзибарского музыканта, родившегося в деревне Китумба. Согласно переписи 2022 года, общая численность населения округа составляет 132 717 человек. Занзибарский университет расположен в Тунгуу и был основан в 2002 году.

## Административные подразделения
По состоянию на 2012 год Кати административно разделен на 11 районов:
- Бэмби
- Чвака
- Дунга
- Джамби
- Кибоджеу
- Коани
- Мичамви
- Ндиджани
- Унгуджа Укуу
- Узи
- Узини

## Экономика

### Сельское хозяйство
Примерно из 16 700 домохозяйств 13 100 занимались сельским хозяйством, а в сельской местности эта доля составляла более 98 процентов. Самой важной культурой была маниока. Овощи выращивались на площади более 1000 гектаров. Наиболее важными сортами в 2018 году были томаты, баклажаны и бамия. Почти 10 000 домохозяйств владели скотом, в основном курами, крупным рогатым скотом и козами (по состоянию на 2012 год).

### Рыболовство
Вылов рыбы составил 1100 тонн в 2006 году и 1600 тонн в 2010 году. В 2017 году этот показатель вырос до 2600 тонн, а в 2018 году — до 2800 тонн.

### Туризм
В Кати прекрасные песчаные пляжи с хорошо развитой инфраструктурой.

## Известные люди из Кати
- Би Кидудэ[англ.], музыкант.